# João Havelange
João Havelange (Rio de Janeiro, 1916. május 8. – Rio de Janeiro, 2016. augusztus 16.) brazil nemzetközi sportvezető. Teljes neve Jean-Marie Faustin Goedefroid de Havelange.

## Életpályája
Brazíliában egy buszvállalat tulajdonosa volt.

### Sportolóként
Fiatalon több sportágban is sikeresen versenyzett (vízilabda, úszás). Az 1936-os berlini olimpián úszóként, majd 16 év múlva, az 1952-es helsinki olimpián a brazil vízilabdacsapat játékosaként vett részt a játékokon.

### Sportvezetőként
1955–1963 között a Brazil Olimpiai Bizottság tagjaként dolgozott. 1958–1975 között a Brazil labdarúgó-szövetség elnökeként szolgálta a labdarúgást. 1963-tól haláláig - a leghosszabb ideig - a Nemzetközi Olimpiai Bizottság tagja volt.
Minden világbajnokság előtt tartja a Nemzetközi Labdarúgó-szövetség (FIFA) a beszámoló- és tisztújító kongresszusát. 1974-ben Münchenben Sir Stanley Rous – aki 1961–1974 között tevékenykedett és a választások idején 79 éves volt – helyett új FIFA elnököt jelöltek João Havelange személyében, aki a Brazil Labdarúgó-szövetség vezetője volt. 1974–1998 között a FIFA elnöke volt.

## Sikerei, díjai
Franciaországban a Légion d'honneur, Brazíliában a Special Merit Orderje a sportban, Portugáliában az Ordem Infante Dom Henrique Cavaliersének a vezetője, Svédországban a Vasa Orden Cavalierje, Spanyolországban az Elizabeth Grand Crossa elismerő nemzeti díjban részesült, a labdarúgás nemzetközi fejlesztése érdekében kifejtett munkájának elismeréseként. 1998-ban megválasztották FIFA örökös elnökének.
2000-ben a Brazil Kupát Copa João Havelangenak nevezték el. 2007-ben Pan American Games stadiont Estádio Olímpico João Havelangera nevezték át.

## Korrupciós ügye
A Nemzetközi Olimpiai Bizottság (NOB) etikai bizottságának vizsgálata szerint a FIFA első embereként egymillió dollárt fogadott az ISL nevű marketingcégtől.